# T-step
Il T-step o anche Shuffle è un movimento laterale che il ballerino di Melbourne Shuffle compie reggendosi unicamente su un piede. Lo shuffle prevede il torcere la caviglia spostando il peso dalla punta al tacco.
Il nome deriva dal fatto che un ballerino che intende compiere questo passo si dispone con i piedi vicini accostati in maniera tale da formare una T. L'altro piede può calpestare il terreno a ritmo con la musica o calciare nella stessa maniera. Nella seconda ipotesi il passo può chiamarsi Kick.
Il movimento nasce dalla modifica di un passo di danza, il Charleston.